# Svatyně svatého Antonína v Kotaheně
Svatyně svatého Antonína v Kotaheně  je římskokatolický kostel v arcidiecézi Colombo na Srí Lance. Kostel se nachází ve čtvrti Kochchikade, Kotahena, ve městě Colombo, a je zasvěcen svatému Antonínu Paduánskému. Kostel je označován jako národní svatyně, mající titul bazilika minor. 
Malý kousek jazyka svatého Antonína je uchován ve speciálním relikviáři, který je umístěn v prosklené vitríně spolu se sochou světce u vchodu do kostela.

## Historie

### Založení kostela
Počátky kostela se vztahují k ranému nizozemskému koloniálnímu období, kdy byl katolicismus na ostrově zakázán a katoličtí kněží prováděli kázání z úkrytů. Otec Antonio se převlékl za obchodníka a našel útočiště u místní rybářské komunity v Mutwalu. Podle legend komunita hledala jeho pomoc, aby zastavila moře pomalu pohlcující jejich vesnici a otec Antonio zasadil kříž a modlil se na pláži, což vedlo k tomu, že mořezázračně  ustoupilo a komunita konvertovala ke katolicismu. Nizozemské úřady otci Antoniovi poté přidělily nějakou půdu, aby mohl kázat, načež postavil kapli z nepálených cihel zasvěcenou sv. Antonínu Paduánskému. Otec  Antonio je pohřben přímo v kryptě ve svatyni.

### Teroristický útok
Dne 21. dubna 2019, na Velikonoční neděli, byl kostel jedním z cílů řady sebevražedných bombových útoků po celé Srí Lance. Při výbuchu zahynulo nejméně 93 lidí. Dne 9. června navštívil kostel indický premiér Narendra Modi a vzdal hold obětem.
Dne 12. června 2019 byl historický kostel, který byl renovován výhradně námořnictvem Srí Lanky, a byl poprvé od útoků otevřen pro veřejnost. Srílanský arcibiskup Malcolm kardinál Ranjith vedl zvláštní liturgii připomínající oběti útoku na Velikonoční neděli. Během této příležitosti se zabýval tím, co nazval selháním srílanské vlády a jejího vedení, které útoku nepředešly.

## Galerie

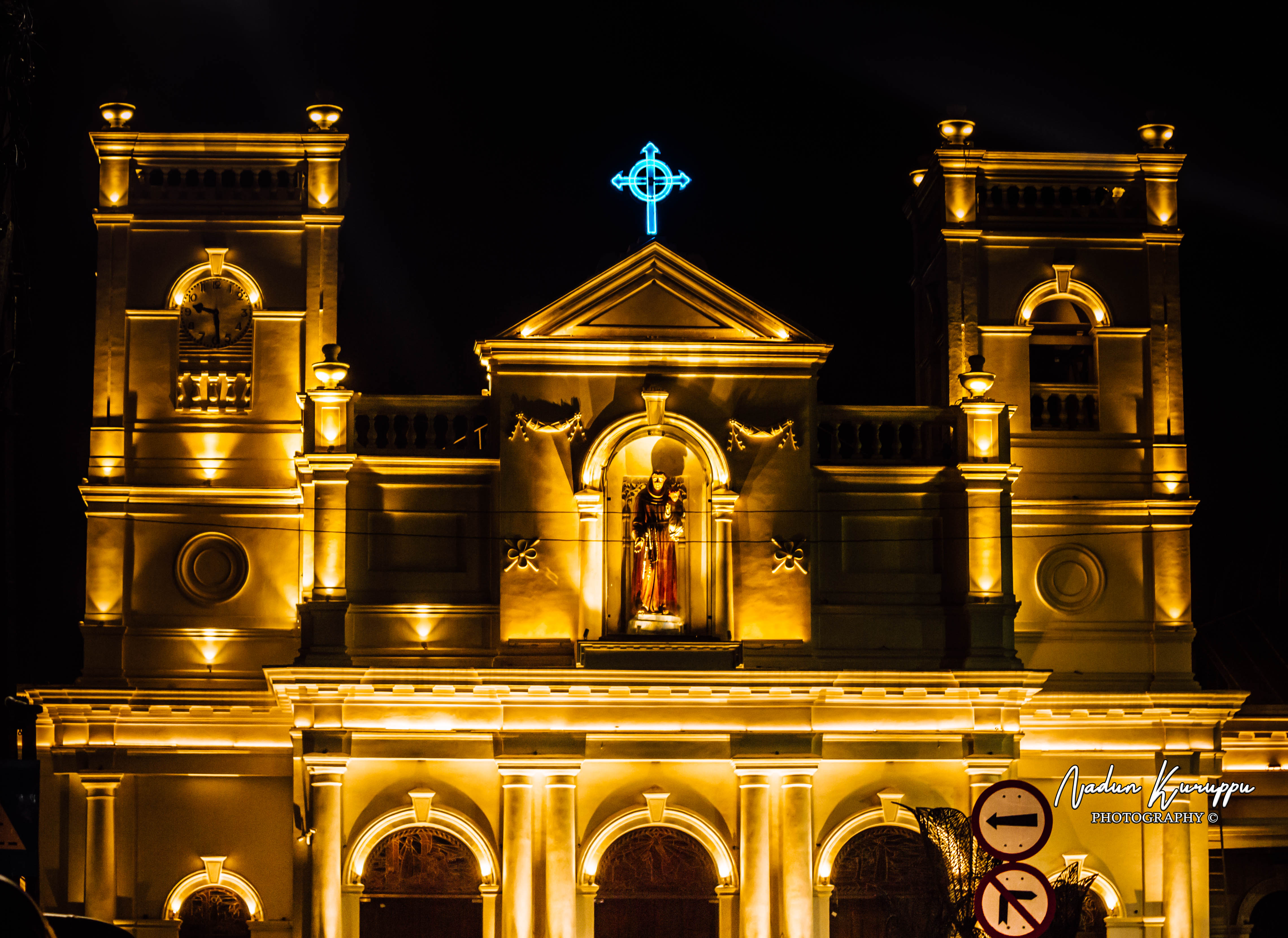
Nasvícená fasáda v noci
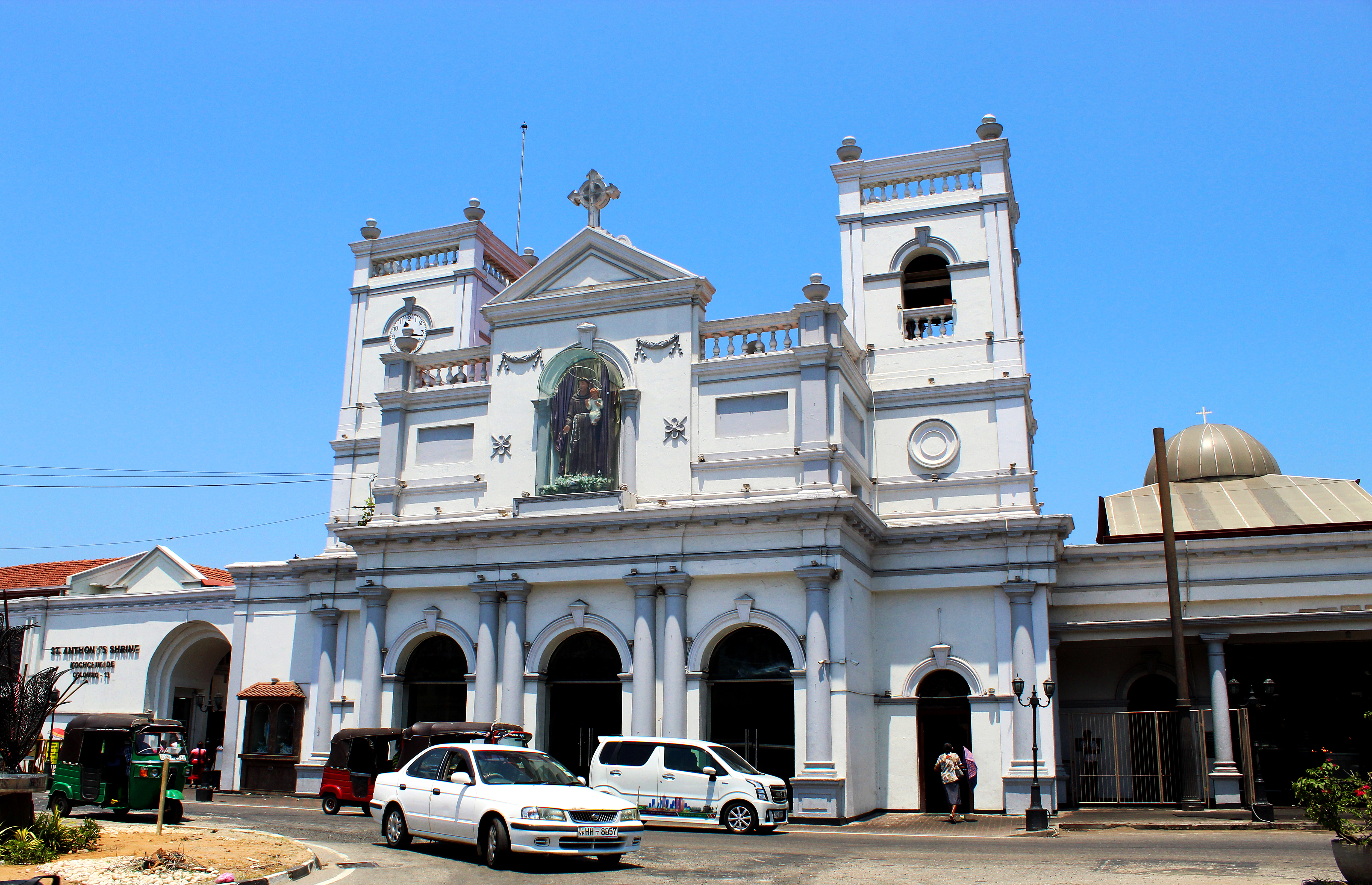
Svatyně sv. Antonína (2019)
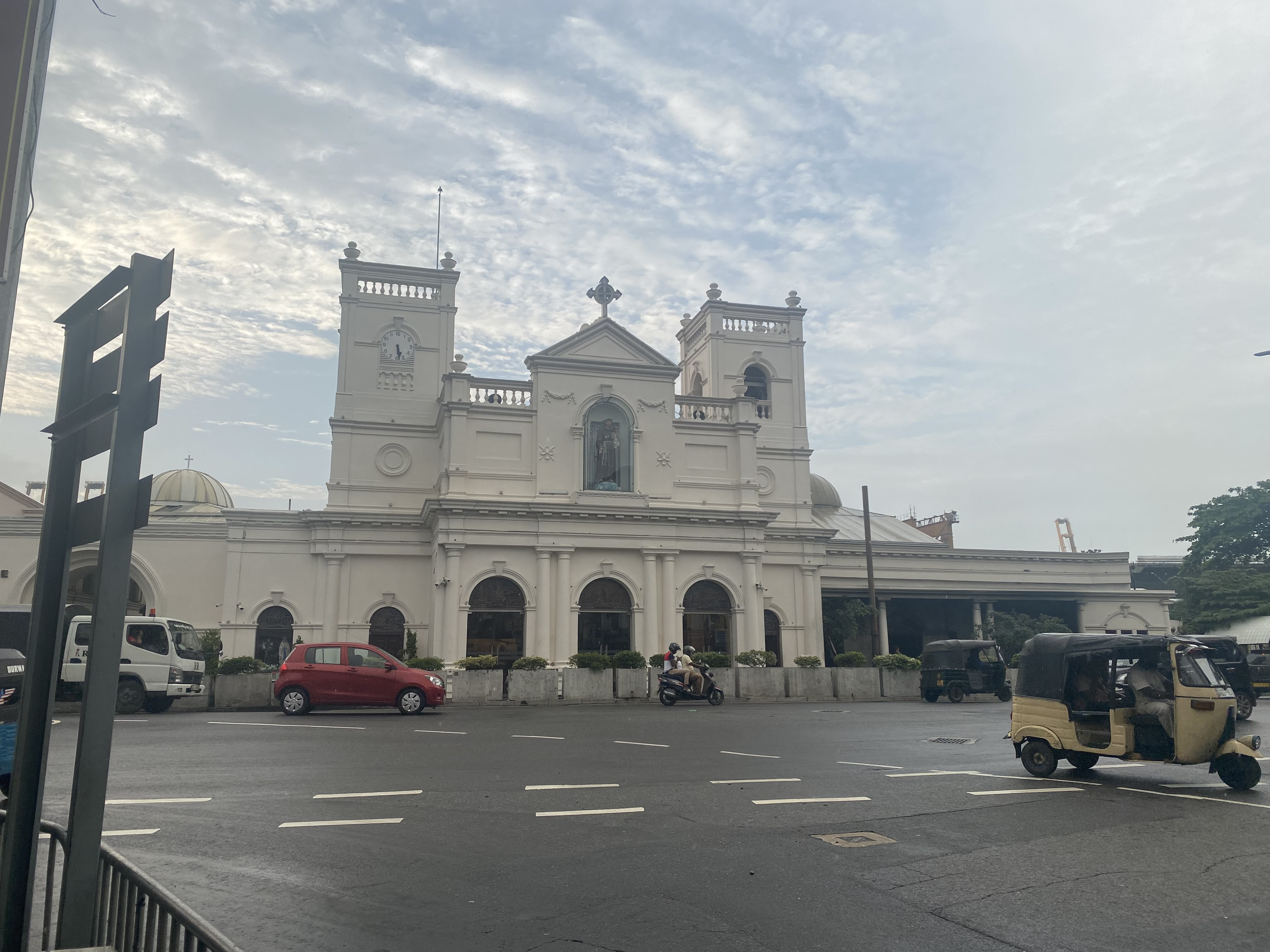
Svatyně sv. Antonína (2024)